# Fredrik Lorentz Hultner
Fredrik Lorentz Hultner, född 4 november 1798 i Västra Eds socken, död 8 augusti 1869 i Västra Stenby landskommun, han var en svensk kyrkoherde i Frinnaryds församling och Västra Stenby församling.

## Biografi
Fredrik Lorentz Hultner föddes 4 november 1798 i Västra Eds socken. Han var son till komministern därstädes. Hultner blev höstterminen 1818 student vid Uppsala universitet, Uppsala och prästvigdes 2 december 1821. Han blev 29 oktober 1834 komminister i Törnevalla församling, Törnevalla pastorat, tillträde 1835 och blev 21 november 1838 komminister i Asby församling, Asby pastorat, tillträde 1841. Hultner tog 31 mars 1841 pastoralexamen och blev 16 september 1851 kyrkoherde i Frinnaryds församling, Frinnaryds pastorat, tillträde 1853. Han blev 7 juni 1858 kyrkoherde i Västra Stenby församling, Västra Stenby pastorat, tillträde 1859 och blev 19 oktober 1859 prost. Han avled 8 augusti 1869 i Västra Stenby landskommun och begravdes av kontraktsprosten Per Niclas Dahlgren. Likpredikan hölls av prosten Grönqvist. Stoftet efter honom fördes till Frinnaryd, där han begravdes.

### Familj
Hultner gifte sig 12 februari 1835 med Anna Margareta Linck (1800–1855). Hon var dotter till handlanden och rådmannen Nathanael Persson Linck och Margareta Beckstedt i Vimmerby. De fick tillsammans barnen Fredrika Margareta Sofia (1836–1917), Laurentia Natalia Matilda (1837–1868), Hedvig Maria Charlotta (1837–1881), Anna Catharina Emilia (1840–1895) och Fredrik Emil (född 1842).